# St. Lambertus (Worms)

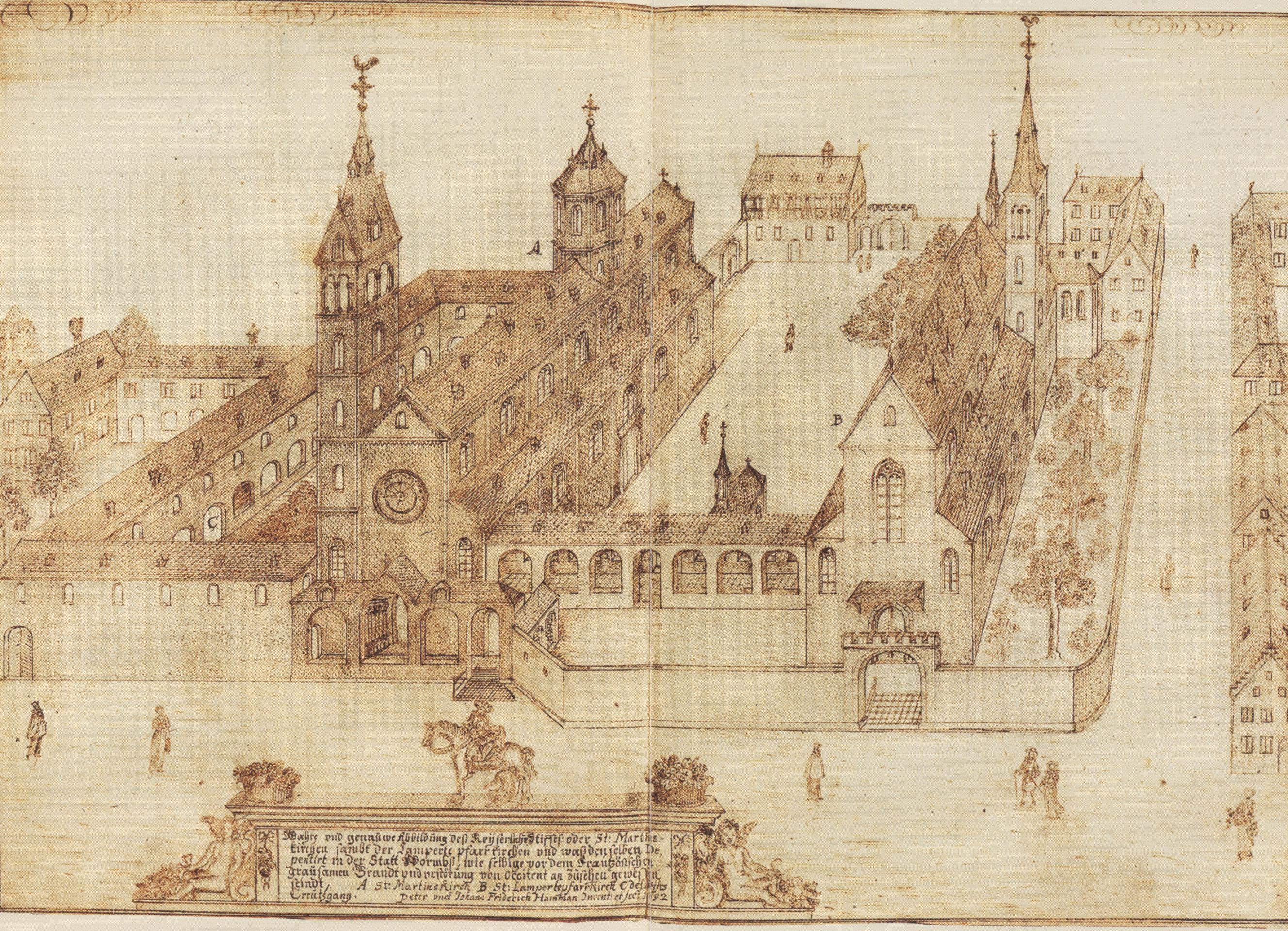
Vor der Zerstörung von 1689: Die Pfarrkirche St. Lambertus ist rechts, die Stiftskirche St. Martin links zu sehen (Peter Hamman)

St. Lamberti (links), St. Martin (Mitte), rechts der „Runde Turm“ der Stadtbefestigung Worms und unten rechts in der Ecke die Martinspforte

Die St. Lambertuskirche war eine Pfarrkirche in Worms. Sie ging bei der großen Stadtzerstörung 1689 unter.

## Organisatorische Einordnung
Alle fünf Stifte im Bereich der Stadt Worms hatten neben ihrer Stiftskirche auch noch eine Pfarrkirche für die Kirchengemeinde ihres Bezirks in der Stadt. Die Pfarrei St. Lambertus war im Stift St. Martin inkorporiert. Einer der Stiftsherren war gleichzeitig der Gemeindepfarrer von St. Lambertus. Die Stiftskirche St. Martin diente als Stifts- und Wallfahrtskirche, während die St. Lambertuskirche die Gemeindekirche des nordwestlichen Viertels der Wormser Altstadt war.

## Geschichte
Die älteste erhaltene Erwähnung der Kirche St. Lambertus stammt von 1195. 1210 wurde die Kirche dem Stift St. Martin inkorporiert. 1299 waren vier Kapläne an der Kirche tätig. 1306 wurde nach einer privaten Stiftung eine Kapelle für St. Kosmas und St. Damian angebaut.
Von der Ausstattung der Kirche ist bekannt, dass sie mindestens fünf Altäre aufwies:
1. Marienaltar
2. St. Oswald
3. St. Quirinus
4. St. Kosmas und St. Damian
5. St. Agnes und St. Quiteria

Im Pfälzischen Erbfolgekrieg wurde die Stadt Worms am 31. Mai 1689 durch Truppen König Ludwig XIV. von den Franzosen zerstört, wobei auch St. Lambertus und St. Martin ausbrannten.
Im 18. Jahrhundert wurde St. Martin wieder aufgebaut und übernahm nun auch die Funktion der Pfarrkirche. Die vier Altäre aus St. Lambertus wurden nach dort übertragen. Die Mehrheit der Bevölkerung in Worms war seit der Reformation lutherisch, so dass eine große römisch-katholische Kirche im nordwestlichen Quartier der Altstadt für den Bedarf ausreichte. Auf den Wiederaufbau der St. Lambertuskirche wurde verzichtet, ihre Reste sukzessive abgebrochen, was spätestens 1771 begann und 1786 noch nicht abgeschlossen war. Stadt und Kirche stritten sich um die Verwertung des Abbruchmaterials. 1776 hielt Maurermeister Schinkel den Grundriss der Kirche noch in einem Plan fest.
Im 19. Jahrhundert wurde der ehemalige Standort der Kirche Teil des Exerzierplatzes des in Worms stationierten Militärs des Großherzogtums Hessen. Ende des 19. Jahrhunderts wurde hier der Ludwigsplatzes gestaltet, unter dem 1974 eine mehrgeschossige Tiefgarage angelegt wurde. Damit dürften auch alle zuvor eventuell noch vorhandenen archäologischen Spuren des Gebäudes und des ihn umgebenden Friedhofs beseitigt worden sein.

## Gebäude

Grundriss St. Lamberti

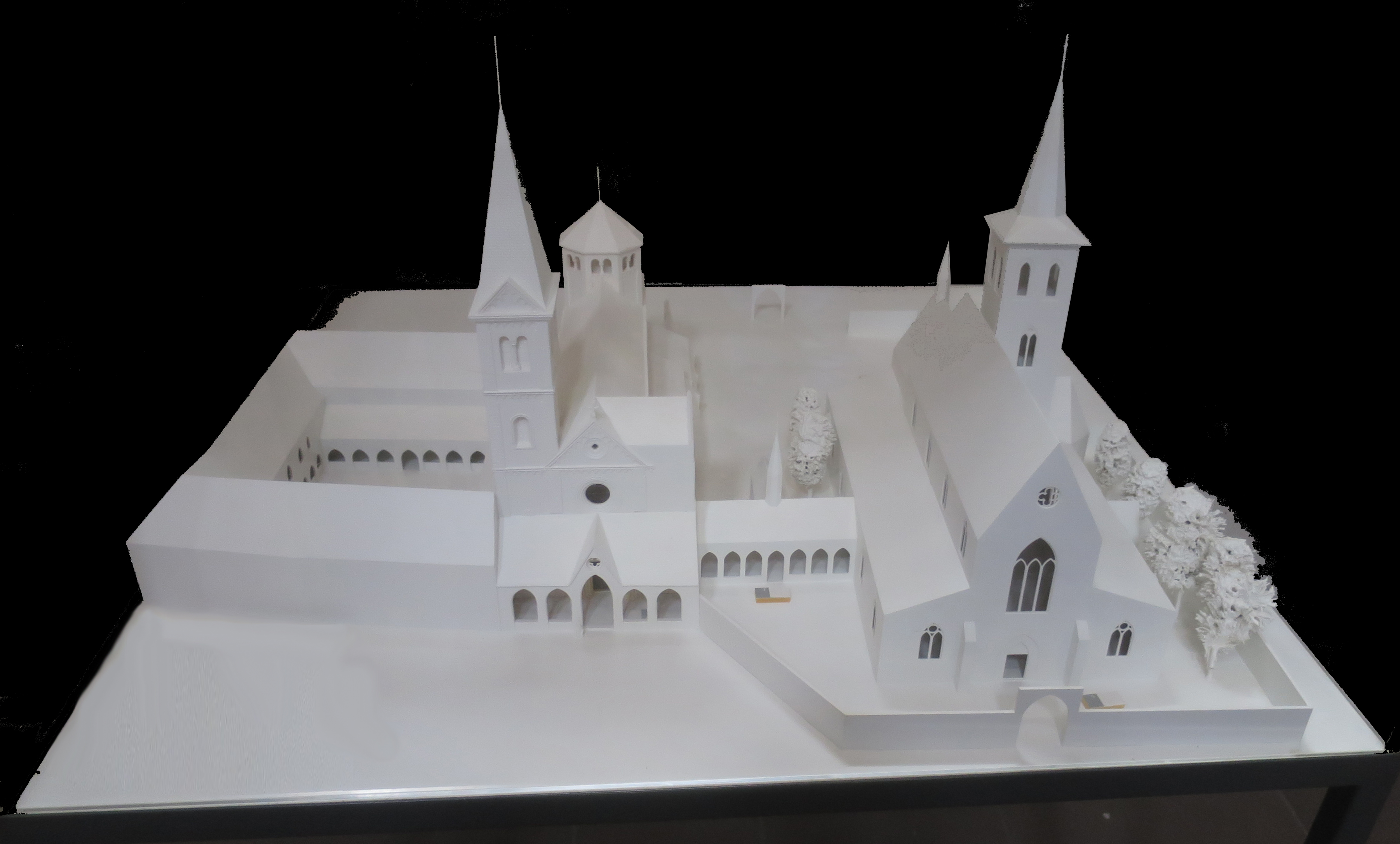
Modell der Doppelanlage von St. Martin (links) und St. Lamberti (rechts)

Die Kirche St. Lambertus ist vor 1195 in romanischem Stil erbaut worden. Als sie am Ende des 17. Jahrhunderts zerstört wurde, war sie eine spätgotische, dreischiffige Basilika mit einem im Süden an den Chor angebauten Turm. Ein Grundriss ist aus der Zeit des Abbruchs der Ruine von 1776 überliefert. Die Kirchen St. Lambertus und St. Martin standen nebeneinander und waren mit einer Arkade verbunden, deren früheste erhaltene Erwähnung von 1334 stammt. Der bauliche Zustand vor der Zerstörung von Worms 1689 ist in Zeichnungen von Peter Hamman überliefert. Die St. Lambertuskirche war vom Gemeindefriedhof umgeben.